# Rallye des Tulipes

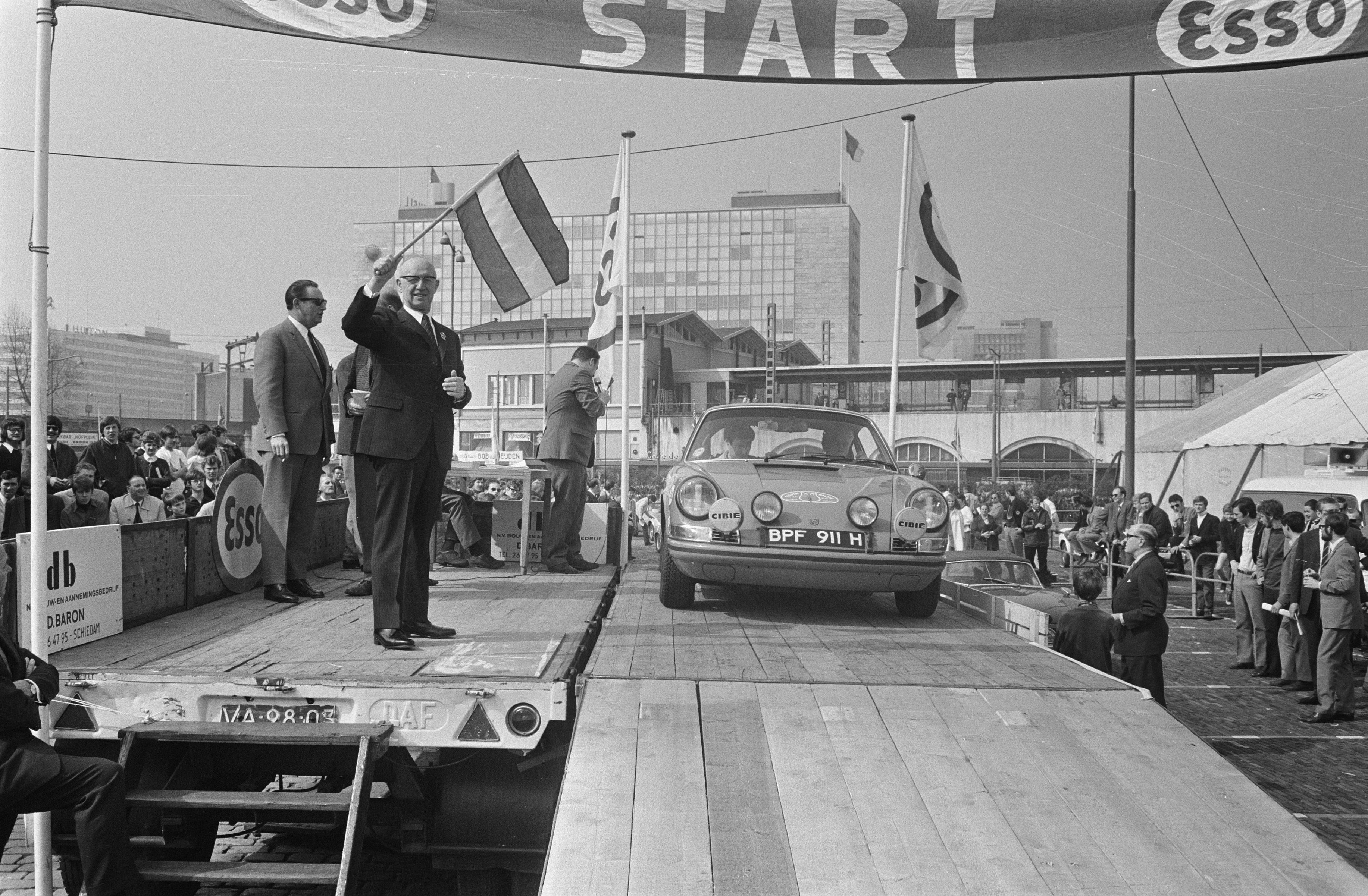
Départ du Rallye des Tulipes 1970 à Rotterdam.

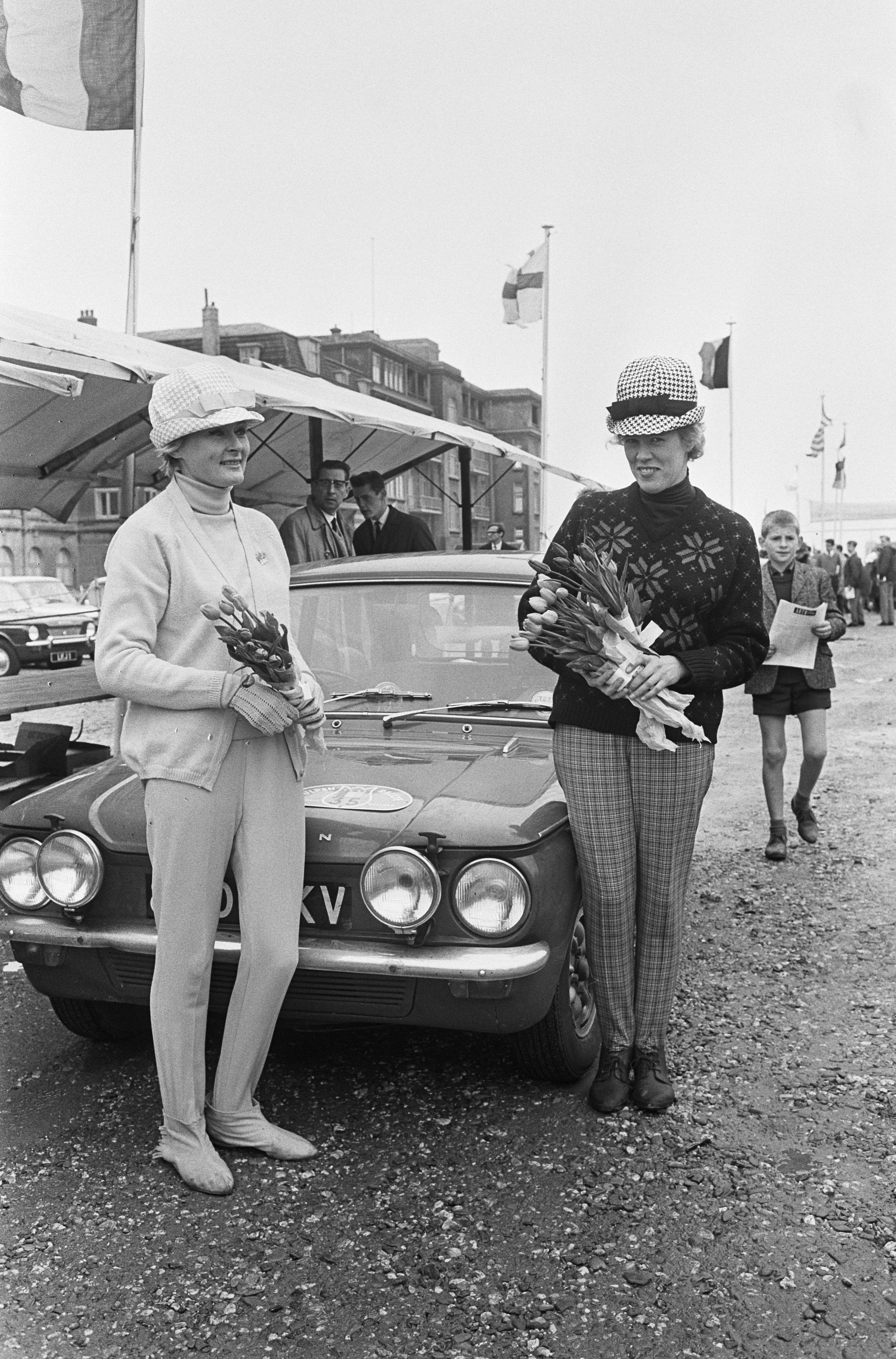
Rosemary Smith et Valerie Domelo, victorieuses au Rallye des Tulipes 1965.

Le Rallye des Tulipes (ou Tulpenrallye), dont la première édition remonte à 1949, est la plus ancienne compétition de rallyes organisée aux Pays-Bas.
En 1953, elle devient la 5e épreuve du tout premier Championnat d'Europe des rallyes.
L'année 1991 est la dernière où la compétition "classique" est encore organisée.
Elle cède définitivement le pas, l'année suivante, à la version dite "historique" de l'épreuve. Le rallye d'Hellendoorn devient alors le Golden Tulip Rally (littéralement "rallye des Tulipes d'or") à partir de 1993 (depuis Nijverdal).
En 1991 (lors donc de la dernière mise en œuvre du rallye "classique"), le néerlandais John Bosch devient le seul quadruple vainqueur à ce jour de l'épreuve.
Le pilote néerlandais Bert Dolk est quant à lui le seul quadruple vainqueur à ce jour du format actuel de l'épreuve.
Une particularité de ce rallye organisé par les Pays-Bas est que son tracé - d'environ 2 500 kilomètres, au total - passe en très grande partie par des pays étrangers (dont en général la France ou l'Allemagne). Ainsi l'édition 2019 commence en Andorre.

## Palmarès

### Rallye desTulipes
| Édition                        | Année | Pilote                        | Copilote                | Véhicule                  |
| ------------------------------ | ----- | ----------------------------- | ----------------------- | ------------------------- |
| 38                             | 1991  | John Bosch                    | Kevin Gormley           | BMW M3                    |
| 1990 : édition annulée         |       |                               |                         |                           |
| 37                             | 1989  | Erwin Doctor                  | Theo Badenberg          | Sierra RS Cosworth        |
| 36                             | 1988  | John Bosch                    | Kevin Gormley           | BMW M3                    |
| 35                             | 1987  | John Bosch                    | Guy Hodgson             | Audi Quattro A2           |
| 34                             | 1986  | Stig Andervang                | Anja Lieuwma            | Ford RS200                |
| 33                             | 1985  | John Bosch                    | Lambert Peeters         | Audi Quattro A2           |
| 32                             | 1984  | Stig Andervang                | André Schoonenwolf      | Ford Escort RS1800        |
| 31                             | 1983  | Renger Guliker                | Dickhout                | Porsche 911 SC            |
| 30                             | 1982  | Jan Bak                       | André Schoonenwolf      | Porsche Carrera           |
| 1981 : édition annulée         |       |                               |                         |                           |
| 29                             | 1980  | Jan van der Marel             | Bruno van Traa          | Opel Kadett GT/E          |
| 28                             | 1979  | Bror Danielsson               | David Booth             | Ford Escort RS1800        |
| 27                             | 1978  | Russell Brookes               | Peter Bryant            | Ford Escort RS1800        |
| 26                             | 1977  | Gilbert Staepelaere           | Eric Bessem             | Ford Escort RS1800        |
| 25                             | 1976  | Lars Carlsson                 | Bob de Jong             | Opel Kadett GT/E          |
| 1975 : édition annulée         |       |                               |                         |                           |
| 24                             | 1974  | Walter Röhrl                  | Jochen Berger           | Opel Ascona               |
| 23                             | 1973  | Bert Dolk                     | Bob de Jong             | Opel Ascona SR            |
| 1971 et 1972 : édition annulée |       |                               |                         |                           |
| 22                             | 1970  | Kees van Grieken              | Marcel Verbunt          | BMW 2002 TI               |
| 21                             | 1969  | Gilbert Staepelaere           | André Aerts             | Ford Escort TC            |
| 20                             | 1968  | Roger Clark                   | Jim Porter              | Ford Escort TC            |
| 19                             | 1967  | Vic Elford                    | David Stone             | Porsche 911 S             |
| 18                             | 1966  | Rauno Aaltonen                | Henry Liddon            | BMC Mini Cooper S         |
| 17                             | 1965  | Rosemary Smith                | Valerie Domleo          | Hillman Imp               |
| 16                             | 1964  | Timo Mäkinen                  | Tony Ambrose            | BMC Mini Cooper S         |
| 15                             | 1963  | Henri Greder                  | Martial Delalande       | Ford Falcon Futura Sprint |
| 14                             | 1962  | Pat Moss                      | Ann Riley               | BMC Mini Cooper S         |
| 13                             | 1961  | Geoff Mabbs                   | Leslier Griffits        | Triumph Herald Coupé      |
| 12                             | 1960  | René Trautmann                | Guy Verrier             | Citroën ID 19             |
| 11                             | 1959  | Donald Morley                 | Erle Morley Hencock     | Jaguar 3.4                |
| 10                             | 1958  | Günther Kolwes                | Ruth Lautmann           | Volvo PV 544              |
| 9                              | 1957  | Hans Kreisel                  | Ten Hope                | Renault Dauphine          |
| 8                              | 1956  | Raymond Brookes               | Edward Brookes          | Austin A30                |
| 7                              | 1955  | Hans Tak                      | Johan Niemöller         | Mercedes-Benz 300 SL      |
| 6                              | 1954  | Olivier Gendebien             | Pierre Stasse           | Alfa Romeo 1900 TI        |
| 5                              | 1953  | Hugo van Zuijlen van Nijevelt | Franz Eschauzier        | Jowett Javelin            |
| 4                              | 1952  | Ken Wharton                   | Jan J.Langelaan Meisl   | Ford Consul               |
| 3                              | 1951  | Ian Appleyard                 | Pat Appleyard Carol     | Jaguar XK120              |
| 2                              | 1950  | Ken Wharton                   | Jan J.Langelaan Dorsett | Ford Pilot                |
| 1                              | 1949  | Ken Wharton                   | Mrs Joy Cooke           | Ford Anglia               |

### Palmarès du Rallye des Tulipes "Historique"
Seul sont admis les véhicules construits avant le 31 décembre 1971.
Les équipages sont divisés en trois classes: Tour, Sport, et Expert.
| Édition                                                 | Année | Pilote               | Copilote           | Véhicule                    |
| ------------------------------------------------------- | ----- | -------------------- | ------------------ | --------------------------- |
| 69                                                      | 2023  | Harm Lamberigts      | Bart den Hartog    | Ford Escort Mexico          |
| 68                                                      | 2022  | Hans van der Kooij   | Bas de Rijk        | Alfa Romeo GT Junior        |
| 67                                                      | 2021  | Harm Lamberigts      | Bart den Hartog    | Ford Escort Mexico          |
| Édition 2020 annulée à cause de la pandémie de Covid-19 |       |                      |                    |                             |
| 66                                                      | 2019  | Harm Lamberigts      | Bart den Hartog    | Ford Escort Mexico          |
| 65                                                      | 2018  | Harm Lamberigts      | Bart den Hartog    | Ford Escort Mexico          |
| 64                                                      | 2017  | Albert Boekel        | Remco Luksemburg   | Alfa Romeo Giulia           |
| 63                                                      | 2016  | Alexander Leurs      | Peter van Hoof     | Opel Ascona 1.9 SR          |
| 62                                                      | 2015  | Rinus Sinke          | Bart den Hartog    | Austin Healey 100/6         |
| 61                                                      | 2014  | Alexander Leurs      | Peter van Hoof     | Opel Ascona 1.9 SR          |
| 60                                                      | 2013  | Koen Bender          | Willem van Leeuwen | MGA Twin-cam                |
| 59                                                      | 2012  | Rinus Sinke          | Bart den Hartog    | Austin Healey 100/6         |
| 58                                                      | 2011  | Jan Ebus             | Jan Berkhof        | Mercedes-Benz 300 SL        |
| 57                                                      | 2010  | Paul Wignall         | Mark Appleton      | Porsche 911S                |
| 56                                                      | 2009  | Rinus Sinke          | Bart den Hartog    | Austin Healey 100/6         |
| 55                                                      | 2008  | Rutger Reinders      | Erwin Berkhof      | Porsche 911S                |
| 54                                                      | 2007  | Jos Lommerse         | Marleen Hendrikse  | Alfa Romeo Giulia 1300      |
| 53                                                      | 2006  | Bert Dolk            | Erwin Berkhof      | Alfa Romeo Giulietta Sprint |
| 52                                                      | 2005  | Bert Dolk            | Erwin Berkhof      | Alfa Romeo Giulietta Sprint |
| 51                                                      | 2004  | Bert Dolk            | Erwin Berkhof      | Alfa Romeo Giulietta Sprint |
| 50                                                      | 2003  | Karel Westerman      | Roosenboom         | Porsche 356 B               |
| 49                                                      | 2002  | Jan Ebus             | Jan Berkhof        | Mercedes-Benz 300 SL        |
| 48                                                      | 2001  | Bert Dolk            | Robert Rorife      | Volvo 122 S                 |
| 47                                                      | 2000  | Adrie Brugmans       | Jaap Daamen        | Alfa Romeo Giulia GT        |
| 46                                                      | 1999  | Horst Deumel         | Potjans            | BMW 2000 TI                 |
| 45                                                      | 1998  | Eddy van den Hoorn   | René Smeets        | Volvo 122 S                 |
| 44                                                      | 1997  | Eddy van den Hoorn   | René Smeets        | Volvo 122 S                 |
| 43                                                      | 1996  | Roger Munda          | Robert Rorife      | Porsche 911                 |
| 42                                                      | 1995  | Eddy van den Hoorn   | René Smeets        | Volvo 122 S                 |
| 41                                                      | 1994  | Andersen             | Friborg            | Volvo 123 GT                |
| 40                                                      | 1993  | Peter Van Merksteijn | Hans van Beek      | Porsche 911                 |
| 39                                                      | 1992  | Peter Van Merksteijn | Hans van Beek      | Porsche 911                 |